# Meglio live!
Meglio live! è il primo album dal vivo del rapper italiano J-Ax, pubblicato l'8 maggio 2012 dalla Best Sound.
Anticipato dai singoli Brillo ma da lucido e Io non sono partito, pubblicati per il download digitale rispettivamente il 20 aprile e il 4 maggio, Meglio live! ha debuttato in seconda posizione nella classifica italiana degli album. La versione deluxe contiene ben 2 CD live, il DVD live del concerto all'Alcatraz di Milano più dei contenuti speciali.

## Tracce

### Edizione standard
CD
1. Brillo ma da lucido – 3:25
2. I gelati sono buoni (feat. Freak Antoni) – 3:24
3. Fumo ancora – 4:43
4. Intro (Ancora in piedi) (Live) – 0:50
5. Ancora in piedi (Live) – 3:31
6. Reci-Divo (feat. Jake La Furia) (Live) – 4:34
7. Rap n' Roll (feat. Gué Pequeno) (Live) – 3:24
8. Fabrizio fa brutto (Live) – 0:58
9. Italianimal (Live) – 3:50
10. Da Milano a Pizzo (Live) – 3:57
11. Mi-Rifiuto (Live) – 2:36
12. Domani smetto (Live) – 2:40
13. (La notte) vale tutto (Live) – 4:15
14. + stile (Live) – 4:41
15. Immorale (Live) – 4:12
16. Farlo con te (Strappamutande) (Live) – 3:31
17. Per una volta (Live) – 3:27
18. Sei sicura (Live) – 4:00
19. Non è un film (Live) – 3:50
20. Ti amo o ti ammazzo (Live) – 3:51
21. Altra vita (Live) – 3:07

DVD
1. Intro (Ancora in piedi)
2. Ancora in piedi
3. Reci-Divo (feat. Jake La Furia)
4. Rap n' Roll (feat. Gué Pequeno)
5. Fabrizio fa brutto
6. Aqua nella scquola
7. Spirale ovale
8. Uno di noi
9. Italianimal
10. Da Milano a Pizzo
11. Mi-Rifiuto
12. Domani smetto
13. Domenica da coma
14. I Love Paranoia
15. Tutta scena
16. 'Na-bomba
17. Immorale
18. (La notte) vale tutto
19. + stile
20. Farlo con te (strappamutande)
21. Il mostro sei tu!
22. Per una volta
23. I Love My Bike
24. Aumentaci le dosi
25. Questi ragazzini (feat. Cane Secco & MistaMan)
26. Dentro me
27. Sei sicura
28. Non è un film
29. Ti amo o ti ammazzo
30. Altra vita
31. Accademia delle teste dure Show
32. S.N.O.B.
33. Música da rabbia
34. Meglio prima
35. Deca dance

### Edizione Deluxe
CD 1
1. Brillo ma da lucido – 3:25
2. I gelati sono buoni (feat. Freak Antoni) – 3:24
3. Fumo ancora – 4:43
4. Rare tracce – 2:53
5. Io non sono partito (feat. Steve Forest & Navigator) (Radio Edit) – 3:46
6. Intro (Ancora in piedi) (Live) – 0:50
7. Ancora in piedi (Live) – 3:31
8. Reci-Divo (feat. Jake La Furia) (Live) – 4:34
9. Rap n' Roll (feat. Gué Pequeno) (Live) – 3:24
10. Fabrizio fa brutto (Live) – 0:58
11. Aqua nella squola (Live) – 1:26
12. Spirale ovale (Live) – 4:03
13. Uno di noi (Live) – 1:31
14. Italianimal (Live) – 3:50
15. Da Milano a Pizzo (Live) – 3:57
16. Mi-Rifiuto (Live) – 2:36
17. Domani smetto (Live) – 2:40
18. Domenica da coma (Live) – 2:47
19. I Love Paranoia (Live) – 2:54
20. Tutta scena (Live) – 3:36
21. 'Na-bomba (Live) – 3:27
22. Immorale (Live) – 4:12

CD 2
1. (La notte) Vale tutto (Live) – 4:15
2. + Stile (Live) – 4:41
3. Farlo con te (strappamutande) (Live) – 3:31
4. Il mostro sei tu! (Live) – 4:15
5. Per una volta (Live) – 3:27
6. I Love My Bike (Live) – 5:14
7. Aumentaci le dosi (Live) – 2:42
8. Questi ragazzini (feat. Cane Secco & MistaMan) (Live) – 3:25
9. Dentro me (Live) – 4:30
10. Sei sicura (Live) – 4:00
11. Non è un film (Live) – 3:50
12. Ti amo o ti ammazzo (Live) – 3:51
13. Altra vita (Live) – 3:07
14. Accademia delle teste dure Show (Live) – 3:35
15. S.N.O.B. (Live) – 1:19
16. Música da rabbia (Live) – 3:47
17. Meglio prima (Live) – 4:03
18. Deca dance (Live) – 5:14

DVD
1. Intro (Ancora in piedi)
2. Ancora in piedi
3. Reci-Divo (feat. Jake La Furia)
4. Rap n' Roll (feat. Gué Pequeno)
5. Fabrizio fa brutto
6. Aqua nella scquola
7. Spirale ovale
8. Uno di noi
9. Italianimal
10. Da Milano a Pizzo
11. Mi-Rifiuto
12. Domani smetto
13. Domenica da coma
14. I Love Paranoia
15. Tutta Scena
16. 'Na-bomba
17. Immorale
18. (La notte) Vale tutto
19. + Stile
20. Farlo con te (Strappamutande)
21. Il mostro sei tu!
22. Per una volta
23. I Love My Bike
24. Aumentaci le dosi
25. Questi ragazzini (feat. Cane Secco & MistaMan)
26. Dentro me
27. Sei sicura
28. Non è un film
29. Ti amo o ti ammazzo
30. Altra vita
31. Accademia delle teste dure Show
32. S.N.O.B.
33. Música da rabbia
34. Meglio prima
35. Deca dance